# Annick Cisaruk
 (mars 2012).
Si vous disposez d'ouvrages ou d'articles de référence ou si vous connaissez des sites web de qualité traitant du thème abordé ici, merci de compléter l'article en donnant les références utiles à sa vérifiabilité et en les liant à la section « Notes et références ».
Annick Cisaruk est une chanteuse et comédienne française.

## Biographie
Elle se forme au Conservatoire national supérieur d'art dramatique, sous la direction de Marcel Bluwal, Antoine Vitez, Pierre Debauche, Jean-Pierre Miquel... tout en chantant dans le métro pour vivre. Elle commence sa carrière théâtrale en 1980 sous le signe de Brecht, en jouant dans Le Petit Mahagonny (Mahagonny Songspiel). En 1983, elle interprète un tour de chant Song’s de Brecht et incarne Polly dans L’Opéra de quat’sous monté par Jean-Louis Martin Barbaz au C.D.N. Nord-Pas de Calais.
À partir de 1995, elle interprète des poèmes d'Aragon mis en musique par Léo Ferré, mais aussi Boris Vian, Barbara, et Ferré lui-même. De 2000 à aujourd'hui elle publie six albums, dont deux entièrement consacrés à Ferré en compagnie de l'accordéoniste David Venitucci (L'Âge d'or en 2010, Où va  cet univers ? en 2016).
En septembre 2015, dans le cadre du festival « Les Nuits de Nacre » à Tulle, elle crée sur la scène du Théâtre des sept collines un nouveau spectacle de chansons originales, écrites par Yanowski (auteur-interprète du Cirque des Mirages) d'après sa propre vie, et composées par Venitucci. Intitulé La Vie en vrac, ce répertoire est enregistré en studio et publié en album chez EPM Musique en 2017.
Annick Cisaruk est aussi comédienne de doublage pour des séries américaines comme Spin City, New York Police Blues ou Les Soprano et pour Saint Seiya Omega comme série japonaise.

## Théâtre
- 1980 : Le Petit Mahagonny de Bertolt Brecht, mise en scène par Marcel Bluwal, Théâtre de l'Est parisien
- ? : Le Chanteur d'Opéra de Frank Wedekind, mise en scène de Patrick Guinand, Comédie de Paris
- ? : La Véridique Histoire du Juif Süss, mise en scène par Jacques Kraemer, Théâtre de Bobigny
- 1983 : L'Opéra de quat'sous de Bertolt Brecht et Kurt Weill, mise en scène de Jean-Louis Martin-Barbaz, C.D.N. Nord-Pas de Calais : Polly
- 1985 : Le Dragon d’Evgueni Schwarz, mise en scène de Benno Besson
- 1985 : L'Opéra de quat'sous de Bertolt Brecht et Kurt Weill, mise en scène de Strehler, Théâtre du Châtelet : Lucy
- 1986 : Bambino, Bambino de Jean-Pierre Durand, Café de la Danse
- 1989 : La Tour d’Ahmed Madani (théâtre)
- 1990 : Taratata, de Jean-Pierre Durand, Théâtre Tristan-Bernard
- 1992 : Ubu roi d'Alfred Jarry, mise en scène de Roland Topor, Théâtre de Chaillot
- 1994 : Le Tour du monde en 80 langues, mise en scène d'Alain Germain, Théâtre du Rond-Point
- 1996 : J’aime le music-hall, de Pierre Jourdan, Théâtre Impérial de Compiègne

## Doublage

### Cinéma

#### Films
- 2001 : Sexy/Crazy : Courtney Oakley (Lucinda Jenney)

### Séries télévisées

#### Télévision
- 2023 : Signe astrologique : Vierge : voix additionnelles[1]